# Cori (Wein)
Unter dem Namen Cori werden in der italienischen Provinz Latina in der Region Latium Weiß- und Rotweine erzeugt. Die Weine erhielten am 11. August 1971 den Status einer „kontrollierten Herkunftsbezeichnung“ (Denominazione di origine controllata, kurz DOC), die zuletzt am 7. März 2014 aktualisiert wurde.

## Anbau
Angebaut und vinifiziert werden die Weine in der Gemeinde Cori und in Teilen der Gemeinde von Cisterna di Latina.

## Erzeugung
Es werden verschiedene Weintypen erzeugt:
Verschnittweine
- Cori Bianco: muss mindestens 50 % Bellone, mindestens 20 % Malvasia del Lazio und mindestens 15 % Greco Bianco enthalten. Höchstens 15 % andere weiße Rebsorten, die für den Anbau in der Region Latium zugelassen sind, dürfen zugesetzt werden.
- Cori Rosso: muss mind. 50 % Nero buono di Cori, mindestens 20 % Montepulciano und mindestens 15 % Cesanese di Affile enthalten. Höchstens 15 % andere analoge Rebsorten, die für den Anbau in der Region Latium zugelassen sind, dürfen zugesetzt werden.

Fast sortenreine Weine
Die genannten Rebsorten müssen zu mindestens 85 % enthalten sein. Höchstens 15 % andere analoge Rebsorten, die für den Anbau in der Region Latium zugelassen sind, dürfen zugesetzt werden.
- Cori Bellone
- Cori Nero Buono (auch als „Riserva“).

## Beschreibung
Laut Denomination (Auszug):

### Cori bianco
- Farbe: mehr oder weniger intensives strohgelb
- Geruch: charakteristisch, angenehm
- Geschmack: trocken, ausgewogene Struktur
- Alkoholgehalt: mindestens 11,0 Vol.-%
- Säuregehalt: mind. 5,0 g/l
- Trockenextrakt: mind. 16,0 g/l

### Cori rosso
- Farbe: rubinrot mit violetten Reflexen
- Geruch: charakteristisch, akzentuiert
- Geschmack: zart, harmonisch, fruchtig
- Alkoholgehalt: mindestens 11,5 Vol.-%
- Säuregehalt: mind. 4,5 g/l
- Trockenextrakt: mind. 22,0 g/l